# Химмаш (Екатеринбург)
Химма́ш — жилой район Екатеринбурга, находящийся на юго-востоке города, на холмистом юго-восточном берегу Нижне-Исетского пруда. Входит в состав Чкаловского административного района города. Западная часть района (на берегу Нижне-Исетского пруда и вдоль реки Исеть) до 1940-х годов входила в состав Нижне-Исетского посёлка.

## История и расположение района
Район был основан в 1941 году, когда на его территорию был эвакуирован будущий завод «Химмаш». Около завода возник одноимённый посёлок. Основная застройка происходила в 1950-е годы, когда 4-5-этажными домами была застроена центральная улица района — Грибоедова и прилегающие к ней кварталы. Позднее в советские годы пространство района вдоль Нижне-Исетского пруда было застроено панельными 12-16-этажками, а в 2000-е годы на берегу пруда были построены пять районных доминант — жилых монолитно-кирпичных 25-этажек.
Построен новый микрорайон «Северный Химмаш», а также в перспективе планируется переименовать одну из улиц района в Русский проспект.
Достопримечательностями района считаются: дом культуры Химмаш, Храм во имя иконы Божией Матери «Казанская», парк-стадион Химмаш.

## Транспорт
Троллейбусы (маршрут № 31 от Ж\Д вокзала, маршрут № 36 от ост. ул. Академическая), автобус № 60 до «Урфу», Автобус № 98 до ост. Радио колледж, маршрутные такси 55,79, 78. Станций метро нет, трамвайных линий нет.